# Ponnani
Ponnani är en stad i den indiska delstaten Kerala, och tillhör distriktet Malappuram. Staden ingår i Malappurams storstadsområde, och folkmängden uppgick till 90 491 invånare vid folkräkningen 2011.